# Інферно (роман)
«Інферно» (англ. Inferno) — детективний роман Дена Брауна, що вийшов 14 травня 2013 року у видавництві Doubleday, четверта книга з серії про Роберта Ленґдона (перші три — Янголи і демони, Код да Вінчі, Втрачений символ). Твір перегукується з Інферно «Божественної комедії» Данте і створеної за його мотивами картини Боттічеллі — «Мапа Пекла».

## Анонсування
Ден Браун оголосив назву своєї наступної книги 15 січня 2013 року після промоутингу в соціальних мережах. Обкладинку було показано в кінці лютого. На ній зображена відома базиліка Санта-Марія-дель-Фіоре, що міститься у Флоренції (Італія).

## Анотація
Запаморочливі пригоди, загадкові символи, небезпечні таємниці в найкращих традиціях «Коду да Вінчі»!
Професор Ленґдон прийшов до тями в лікарні у Флоренції. Як він опинився тут? Чому його хотіли вбити? І як він потрапив до італійського міста, сповненого стародавніх секретів? Роберт нічого не пам'ятає. Лише в моторошних видіннях він бачить жінку з дивним амулетом, яка благає про допомогу. А в кишені знаходить  вказівку на картину Боттічеллі «Мапа пекла». Але картину дивно змінено…

Зашифровані у витворах мистецтва послання, таємні тунелі і новітні технології — ось що чекає Ленґдона та його помічницю Сієнну на шляху до розкриття загадки божевільного генія. Та невідомий ворог випереджає їх на крок…

## Сюжет
Професор історії мистецтв Гарвардського університету Роберт Ленгдон приходить до тями у лікарняній палаті з пораненою головою і втратою пам'яті про події останніх кількох днів. Його останні спогади стосуються Гарварду, але лікарня знаходиться у Флоренції, в Італії. Сієнна Брукс, місцевий лікар, каже, що він отримав струс мозку в результаті кульового поранення і опинився у відділенні швидкої допомоги. Роберта починає переслідувати жінка на ім'я Ваєнта, одягнена як панк. Наближаючись до палати професора, вона вбиває одного з лікарів. Сієнні і Роберту вдається втекти і сховатися у неї на квартирі.
У своїй куртці Роберт знаходить біологічний циліндр. Він вирішує звернутися до американського посольства. У посольстві стверджують, що вони дуже довго його шукали і просять повідомити своє місце перебування. Не бажаючи вплутувати у свої справи Сієнну, Роберт називає адресу неподалік від її квартири. Пізніше він виявляє, що на тому місці з'являється Ваєнта з пістолетом. Впевнений, що уряд США хоче знищити його, Роберт Ленгдон приходить до висновку, що єдиний шанс вижити для нього — це розкрити таємницю циліндра. Виявляється, що за допомогою вмісту  циліндричної печатки можна спроектувати модифіковану версію карти Пекла Сандро Боттічеллі. До кінця вирішити загадку заважають одягнені в чорне озброєні люди, від яких Сієнна і Роберт вирішують разом втекти.

## Переклади українською
Впродовж кількох місяців після видання оригіналу, того ж 2013 року, улітку, харківське видавництво «Клуб сімейного дозвілля» видало роман у перекладі Володимира Горбатька з англійської на українську. Друге видання у 2015 році.
- Ден Браун. Інферно . Переклад з англійської: Володимир Горбатько. Харків: КСД, 2013. 608 стор. ISBN 978-966-14-5654-8 [Архівовано 15 лютого 2024 у Wayback Machine.]